# 정의신
정의신(鄭義信, 1957년 7월 11일~)은 대한민국의 극작가 겸 각본가 겸 연출가이다.

## 생애
일본 효고현 히메지시에서 출생했다. 1978년 도시샤 대학(同志社 大學) 문학부를 중퇴한 뒤, 1982년 요코하마 방송영화전문학원(현 일본영화학교) 미술과를 졸업했다.
졸업 후에는 영화사 쇼치쿠 오후나(松竹大船) 촬영소 무대 조수로 일을 시작했으며, 1983년에 극단 검은 텐트(구로 텐트)에 입단했다. 1987년에는 극단 신주쿠료 잔파쿠(新宿梁山泊, 신주쿠 양산박) 창립 멤버로, 극단 전속 작가로 활동했다. 신주쿠료 잔파쿠 시절 작품으로는 <천년의 고독>, <인어전설> 등이 있으며, 1993년에는 택시기사의 시선으로 당대 일본을 바라본 영화 <달은 어느 쪽에서 뜨는가>의 각본을 썼다.
1996년에는 신주쿠료 잔파쿠에서 탈퇴했으며 대한민국과 일본을 오가며 영화, 연극 분야에서 다양하게 활동하고 있다. 특히 재일 한국인의 삶을 묘사한 <야끼니꾸 드래곤> 등이 한국에서 인기를 얻었다.

## 작품

### 연극
- 2012년 나에게 불의 전차를 - 차승원, 히로스에 료코, 구사나기 쓰요시, 김응수 장덕주

### 영화
- 용길이네 곱창집(2020년)

## 수상 경력
- 1990년 - 17회 테아트르상 (<천년의 고독>)
- 1993년 - 38회 기시다 쿠니오(岸田國士) 희곡상(<더 데라야마>)
- 1994년 - 마이니치(每日) 영화 콩쿠르 각본상, 키네마 순보(キネマ旬報) 각본상, 일본 아카데미 최우수 각본상(<달은 어느 쪽에서 뜨는가>)
- 1996년 - 블루리본 작품상(<가시와다소년바보연대>)
- 1999년 - 키네마 순보 각본상, 일본 아카데미 최우수 각본상, 제 1회 기쿠시마 류조(菊島隆三) 상, 아시아태평양영화제 최우수각본상, 오사카영화제 최우수각본상(<사랑을 갈구하는 사람>)
- 2000년 - 도쿄도 우수아동연극선정 우수상 (<로는 로봇의 로>)
- 2002년 - 예술제상 대상, 28회 방송문화기금상 텔레비전드라마 부문상, 9회 상하이 텔레비전축제 백옥란상, 심사위원 특별상 등 (<난 내일 18세가 된다>)
- 2003년 - 57회 마이니치 영화 콩쿠르 각본상
- 2004년 - 키네마 순보 각본상, 일본 아카데미 우수 각본상(<피와 뼈>), 예술제상 우수상, 27회 히메지시 예술문화상 예술상(<6월의 벚꽃>), 오카야마 시민극장상 연출상(<마게몬>)
- 2005년 - 갤럭시상 월간상, 장려상, 예술제상 우수상(<바다의 반딧불이>)
- 2007년 - 갤럭시상 월간상(<제비꽃이 필 무렵>
- 2008년 - 한국연극평론가협회 선정 연극 베스트2(<야끼니꾸 드래곤>)
- 2009년 - 아사히 무대예술상 그랑프리, 기노쿠니야 연극상, 요미우리 연극상 대상(<야끼니꾸 드래곤>)

## 참고 자료
- PlayDB 정의신

1. ↑  アーティスト インタビュー 2007年12月19日